# Jesse Ventura
James George Janos (Minneapolis, 15 juli 1951) is een Amerikaans acteur, televisie- en radiopresentator en politiek activist. Ventura was de 38e gouverneur van Minnesota, daarvoor was hij professioneel worstelaar, burgemeester, bodyguard van The Rolling Stones, Navy SEAL en lid van de beruchte motorclub Mongols MC.

## Worstelcarrière
Ventura werd bekend als professioneel worstelaar bij de World Wrestling Federation van Vince McMahon. Hij gebruikte daar de naam Jesse "The Body" Ventura en maakte deel uit van het kamp van de slechteriken.
Tussen 1978 en 1981 was hij bodyguard voor The Rolling Stones.
Na een blessure en doktersadvies stopte Ventura in de jaren 1980 met worstelen en begon hij samen met Vince McMahon jr. met wekelijks commentaar bij worstelwedstrijden. Hij verving Bruno Sammartino, die jarenlang samen met Vince McMahon jr. commentator was. Ventura's vaste devies was: "Win als je kunt, verlies als je moet, maar speel altijd vals!" De combinatie van Vince McMahon jr. (de latere CEO van de WWE) als 'good guy commentator' en Jesse Ventura als 'bad guy commentator' was succesvol en werd nog jaren doorgezet, tot er in 1991 een conflict over royalty's ontstond. Ventura ging in 1992 verder als commentator bij een andere worstelbond, WCW en hij deed in 2016 een interview met zesvoudig wereldkampioen worstelen Steve Austin, in de 369e aflevering van diens show, waar Ventura nog een en ander vertelde over het gedoe in de WWF/WWE.

### In worstelen
- Afwerking bewegingen
  - Body Breaker (WWF) / Inverted bear hug (AWA)

- Kenmerkende bewegingen
  - Overhead gutwrench backbreaker rack

### Kampioenschappen en prestaties
- American Wrestling Association
  - AWA World Tag Team Championship (1 keer met Adrian Adonis)

- Cauliflower Alley Club
  - Iron Mike Mazurki Award (1999)

- Central States Wrestling
  - NWA World Tag Team Championship (1 keer met Tank Patton)

- Continental Wrestling Association
  - AWA Southern Heavyweight Championship (2 keer)
  - International Wrestling Institute and Museum
  - Frank Gotch Award (2003)

- NWA Mid-Pacific Promotions
  - NWA Hawaii Tag Team Championship (1 keer met Steve Strong)

- Pacific Northwest Wrestling
  - NWA Pacific Northwest Heavyweight Championship (2 keer)
  - NWA Pacific Northwest Tag Team Championship (5 keer; 2x met Bull Ramos, 2x met Buddy Rose en 1x met Jerry Oates)

- World Wrestling Entertainment
  - WWE Hall of Fame (Class of 2004)

## Mongols MC
Tegen het einde van zijn dienst bij de marine, begon Ventura tijd door te brengen met het "Dago" chapter van de Mongols MC in San Diego. Hij rijdt met zijn Harley-Davidson op Marinebasis Coronado en draagt zijn Mongols colors. Volgens Ventura, was hij een full-patch lid van de club en zelfs de derde-in-bevel van zijn chapter, maar hij zou nooit problemen met de autoriteiten hebben gehad. In de herfst van 1974, verliet Ventura de motorclub.

## Acteercarrière
In 1987 speelde Ventura de rol van Blain in de film Predator. In 1999 kwam er een televisiedocumentaire, genaamd "The Jesse Ventura Story", uit over Jesse "the body" Ventura's carrière, gespeeld door Nils Allen Stewart (de volwassen Jesse) en door Thomas Brandise (de jongere Jesse).

## Politiek
Ventura was van 1991 tot 1995 burgemeester van Brooklyn Park, Minnesota. Van 1995 tot zijn gouverneurschap had Ventura een radioshow. Ventura won de gouverneursverkiezingen op 3 november 1998. Hij was gouverneur van 4 januari 1999 tot 6 januari 2003 en stelde zich niet verkiesbaar voor een tweede termijn.

## Verdere carrière
Ventura is sinds 2004 actief als politiek activist en is criticus van de Amerikaanse overheid. Zo heeft hij kritiek geuit over het waterboarding onder het kabinet Bush. Verder plaatst Ventura vraagtekens omtrent 9/11, waar hij onder andere Henry Rollins als medestander vond.
In december 2009 startte Jesse Ventura het programma Conspiracy Theories op de Amerikaanse tv-zender TruTV dat inmiddels al drie seizoenen liep. Het programma richtte zich op complottheorieën zoals HAARP, 9/11, Geheime genootschappen, Area 51, Wall Street, MK-ULTRA. Ook Global Warming kwam aan bod.